# Veronica Yoko Plebani
Veronica Yoko Plebani, née le 1er mars 1996 à Gavardo (Lombardie), est une sportive handisport italienne concourant en paratriathlon, en paracanoë et en snowboard. Elle a participé aux Jeux paralympiques d'hiver de 2014 et aux Jeux paralympiques d'été de 2016 et 2020.

## Biographie
En 2011 alors qu'elle a seulement 15 ans, elle est victime d'une méningite fulgurante qui entraîne l'amputation des phalanges de ses doigts et de ses orteils. Après sa maladie, elle commence le paracanoë et se classe 6e du 200 m K1 aux Jeux paralympiques d'été de 2016. Également snowboardeuse, elle participe aux Jeux paralympiques d'hiver de 2014 dans cette discipline.
Aux Jeux de 2020, Plebani monte sur le podium en triathlon dans la catégorie PTS2 en 1 h 15 min 55 s derrière les Américaines Allysa Seely (1 h 14 min 03 s) et Hailey Danz (1 h 14 min 58 s).
En 2020, elle publie son autobiographie Fiori affamati di vita (Des fleurs affamées de vie).